# 1-clorooctano
El 1-clorooctano, también llamado cloruro de octilo y cloruro de caprilo, es un compuesto orgánico de fórmula molecular C8H17Cl. Es un haloalcano lineal de ocho carbonos con un átomo de cloro unido a uno de los carbonos terminales.

## Propiedades físicas y químicas
A temperatura ambiente, el 1-clorooctano es un líquido incoloro e inodoro. Tiene su punto de ebullición a 181,5 °C y su punto de fusión a -57,8 °C.
Posee una densidad inferior a la del agua, ρ = 0,873 g/cm³, y una viscosidad de 1,24 cP a 20 °C. Sus vapores son 5,13 veces más densos que el aire.
El valor del logaritmo de su coeficiente de reparto, logP = 4,69, indica que es mucho más soluble en disolventes apolares que en disolventes polares. Así, en agua es prácticamente insoluble, apenas 19 mg/L, ligeramente soluble en tetracloruro de carbono y muy soluble tanto en etanol como en éter etílico.
En cuanto a su reactividad, este cloroalcano es incompatible con agentes oxidantes fuertes.

## Síntesis
El 1-clorooctano puede sintetizarse a partir de 1-octanol usando ácido clorhídrico y bromuro de tributilhexadecilfosfonio a 105 °C; el rendimiento es en torno al 95%.
Dado que las micelas aumentan la solubilidad de alcoholes primarios en ácido clorhídrico, si se aplican condiciones micelares se favorece la conversión a 1-clorooctano.
La anterior reacción puede llevarse a cabo con ácido clorhídrico concentrado en un reactor de microondas durante 10 minutos a 90 W de potencia y una temperatura de umbral de 130 - 170 °C.
Igualmente el tratamiento de 1-octanol con dicloruro de dialquilselenio a 80 °C durante 7 horas produce 1-clorooctano, si bien con un rendimiento de solo el 39%.
También es posible obtener 1-clorooctano partiendo de 1-bromooctano, usando clorotrimetilsilano e imidazol en dimetilformamida a 90 °C durante 1 hora; el rendimiento llega al 95%.
Por último, puede sintetizarse 1-clorooctano por halogenación del 4-metillbencenosulfonato de octilo con líquido iónico [Cl] o por descomposición catalítica del carbonocloridato de octilo en presencia de cloruro de hexabutilguanidinio.

## Usos
El 1-clorooctano se emplea como intermediario en síntesis orgánicas, por ejemplo en la obtención de octildialquilaminas, octilaminas cuaternarias o cloruro de dimetildioctilammonio. En este ámbito, la reacción con amoniaco en fase vapor sobre un catalizador de óxido de magnesio a 310 °C produce 1-octanamina con un rendimiento del 58%; asimismo, la alquilación de urea con este cloroalcano en hidróxido sódico acuoso permite obtener trioctilamina con un rendimiento del 75%.
Por reacción de 1-clorooctano con sulfuro de sodio se prepara el correspondiente ditioéter simétrico. Para ello se emplea un catalizador de transferencia de fase (HDTBP) a 70 °C y se consigue un rendimiento del 91%.
El 1-clorooctano se utiliza también en la síntesis de compuestos sustituidos con trifluorometilsulfanilo.
Otra aplicación de este cloroalcano es como estabilizador del dibutilmagnesio.

## Precauciones
El 1-clorooctano es un compuesto combustible que tiene su punto de inflamabilidad a 68 °C. Al arder puede desprender humos tóxicos conteniendo cloruro de hidrógeno y monóxido de carbono.
Su temperatura de autoignición se alcanza a los 230 °C.